# Catabena pronuba
Catabena pronuba là một loài bướm đêm trong họ Noctuidae.